# Гропени
Гропени, Гропень, Гропені (рум. Gropeni) — село у повіті Сучава в Румунії. Входить до складу комуни Белкеуць.

## Розташування
Село знаходиться на відстані 384 км на північ від Бухареста, 29 км на північний захід від Сучави, 138 км на північний захід від Ясс.

## Історія
За переписом 1900 року в селі Гропени Серетського повіту було 59 будинків, проживали 275 мешканців: 270 українців, 5 німців.

## Населення
За даними перепису населення 2002 року у селі проживали 383 особи.
Національний склад населення села:
| Національність | Кількість осіб | Відсоток |
| -------------- | -------------- | -------- |
| українці       | 261            | 68,1%    |
| румуни         | 122            | 31,9%    |

Рідною мовою назвали:
| Мова       | Кількість осіб | Відсоток |
| ---------- | -------------- | -------- |
| українська | 267            | 69,7%    |
| румунська  | 116            | 30,3%    |